# Palestinian Airlines
Palestinian Airlines (arab. الخطوط الجوية الفلسطينية) – linia lotnicza będąca własnością Autonomii Palestyńskiej mająca swoją siedzibę w Al-Arisz w Egipcie. Spółka została założona w 1995 roku, w 2005 roku jej działalność została zawieszona a następnie wznowiona w maju 2012 roku. Palestyńskie linie lotnicze są członkiem sojuszu Arab Air Carriers Organization.

## Historia
Linia lotnicza została założona 1 stycznia 1995 roku a swoją działalność rozpoczęła w czerwcu 1997 roku wykonując loty czarterowe przewożące pielgrzymów do Dżuddy w Arabii Saudyjskiej. Początkowo loty miały być wykonywane z portów lotniczych zlokalizowanych w strefie Gazy, jednak z powodu izraelskiego zakazu, loty wykonywano z lotniska Port Said w Egipcie.
Regularne loty rozpoczęto 23 lipca 1997 roku łączące port lotniczy Al-Arisz w Egipcie z Jordanią, Arabią Saudyjską oraz Zjednoczonymi Emiratami Arabskimi. W listopadzie 1998 roku linia przeniosła swoją bazę do Gazy i uruchomiła połączenia regionalne. Po wybuchu Intifady Al-Aksa w październiku 2000 roku palestyńska linia wstrzymała swoje loty. W grudniu 2001 roku po zniszczeniu przez wojsko izraelskie pasa startowego portu lotniczego Jasir Arafat znajdującego się w Strefie Gazy, linia była zmuszona do powrotu na egipskie lotnisko Al-Arisz.

## Kierunki lotów
| Miasto   | Państwo          | IATA | Port lotniczy          | Uwagi |
| -------- | ---------------- | ---- | ---------------------- | ----- |
| Al-Arisz | Egipt            | AAC  | Port lotniczy Al-Arisz | hub   |
| Amman    | Jordania         | ADJ  | Port lotniczy Marka    |       |
| Dżudda   | Arabia Saudyjska | JED  | Port lotniczy Dżudda   |       |
| Kair     | Egipt            | CAI  | Port lotniczy Kair     |       |

Stan na: maj 2013

## Flota
| Typ                           | Zdjęcie | Liczba | Zamówione | Maks. liczba podróżnych | Uwagi                                                                  |
| ----------------------------- | ------- | ------ | --------- | ----------------------- | ---------------------------------------------------------------------- |
| Fokker 50                     |         | 2      | -         | 48                      | Wydzierżawione od Niger Airlines, numery rejestracyjne: SU-YAH, SU-YAI |
| Flota historyczna             |         |        |           |                         |                                                                        |
| Boeing 727-300                |         | 1      | –         | 158 (146/12)            | Numer rejestracyjny: SU-YAK                                            |
| De Havilland Canada DHC-8-315 |         | 2      | –         | ok. 50                  | Numery rejestracyjne: SU-YAM, SU-YAN                                   |